# ペイシェンス (アルバム)
『ペイシェンス』(Patience)はイギリスのシンガーソングライター、ジョージ・マイケルの5thアルバム。2004年3月18日発売。

## 概要
前作から4年ぶり、オリジナルアルバムとしては実に8年ぶりとなった。また、『LISTEN WITHOUT PREJUDICE VOL. 1』以来となるSMEからのリリースでもある（ジョージが対立していた、当時のSME会長だったトミー・モトーラが会長職を退いたのが大きいとジョージはコメントしている）。イギリスでは初登場1位を獲得、発売1週目で27万5千枚を売り上げるなど人気の健在振りを見せ付けた。米国版では「ペイシェンス（パート2）」と当時のイラク戦争を批判した「シュート・ザ・ドッグ」は除外された。

## 収録曲
1. ペイシェンス / Patience - 2:53
2. アメージング / Amazing - 4:25
3. ジョン・アンド・エルヴィス・アー・デッド / John and Elvis Are Dead - 4:23
4. カーズ・アンド・トレインズ / Cars and Trains - 5:51
5. ラウンド・ヒア / Round Here - 5:56
6. シュート・ザ・ドッグ / Shoot the Dog - 5:07
7. マイ・マザー・ハッド・ア・ブラザー / My Mother Had a Brother - 6:17
8. フロウレス （ゴー・トゥ・ザ・シティ） / Flawless (Go to the City) - 6:51
9. アメリカン・エンジェル / American Angel - 4:07
10. プレシャス・ボックス / Precious Box - 7:39
11. プリーズ・センド・ミー・サムワン （アンセルモズ・ソング） / Please Send Me Someone (Anselmo's Song) - 5:26
12. フリーク! '04 / Freeek! '04 - 4:28
13. スルー / Through - 5:22
14. ペイシェンス （パート2） / Patience PT II - 1:30

### 日本盤ボーナストラック
1. プリーズ・センド・ミー・サムワン （アンセルモズ・ソング）（オルタネート・ヴァージョン） / Please Send Me Someone (Anselmo's Song) - 6:57